# Brentidae
Brentidae är en familj av skalbaggar. Brentidae ingår i överfamiljen Curculionoidea, ordningen skalbaggar, klassen egentliga insekter, fylumet leddjur och riket djur. Enligt Catalogue of Life omfattar familjen Brentidae 816 arter. 

## Bildgalleri

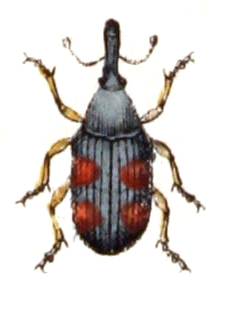

## Dottertaxa till Brentidae, i alfabetisk ordning[1]
- Acidotus
- Adidactus
- Allagogus
- Amorphocephalus
- Amphicordus
- Amphithetobrentus
- Anampyx
- Anchisteus
- Ancylobrentus
- Anepsiotes
- Anisognathus
- Anomalopleura
- Antliarhis
- Apocemus
- Arrenodes
- Arrhenodes
- Atopobrentus
- Aulacoderes
- Autosebus
- Azemius
- Barathrodes
- Belopherus
- Belorhynchus
- Bolbocephalus
- Bolbocranius
- Brenthus
- Brentus
- Callipareius
- Calodromus
- Catagogus
- Centrophorus
- Ceocephalus
- Cephalobarus
- Cerobates
- Chelorhinus
- Claeoderes
- Coptorhynchus
- Cordus
- Cormopus
- Cylas
- Cyphagogus
- Cyriodontus
- Dentisebus
- Diplohoplizes
- Discothorax
- Diurus
- Ecnomobrentus
- Entomopisthius
- Episphales
- Eterozemus
- Eumecopodus
- Euphenges
- Eupsalis
- Eurorhinus
- Eutrachelus
- Glaucocephalus
- Haywardiales
- Henarrhodes
- Hephebocerus
- Heteroblysmia
- Heterobrenthus
- Heterorrhynchus
- Hormocerus
- Ionthocerus
- Ischnomerus
- Isomorphus
- Leptorhynchus
- Megacerus
- Megalosebus
- Microsebus
- Microtrachelizus
- Miolispoides
- Mitorhynchus
- Monrosiaia
- Mygaleicus
- Myrmecobrenthus
- Nemocephalus
- Nemorhinus
- Neoceocephalus
- Neomygaleicus
- Nesidiobrentus
- Odontopareius
- Oncodemerus
- Orfilaia
- Ozodecerus
- Parabletus
- Paraclidorhinus
- Paramegalosebus
- Paramicrosebus
- Paramorphocephalus
- Parasebasius
- Paussobrenthus
- Pericordus
- Perroudia
- Phacecerus
- Phobetromimus
- Pithoderes
- Platymerus
- Podozemius
- Proephebocerus
- Prophthalmus
- Protusambius
- Pseudoadidactus
- Pseudobelopherus
- Pseudomygaleicus
- Pseudoparagogus
- Pseudotaphroderes
- Pseudousambius
- Rhaphidorrhynchus
- Rhaphirhynchus
- Rhomalorrhinus
- Rhyticephalus
- Rhytidopterus
- Schizoadidactus
- Schizoeupsalis
- Schizotrachelus
- Schoenfeldtia
- Sebasius
- Stenorhynchus
- Stratiopisthius
- Stratiorrhina
- Stratiorrhynchus
- Symmorphocerus
- Taphroderes
- Temnolaimus
- Teramocerus
- Thoracobrenthus
- Toxobrentus
- Trachelizus
- Tychaeus
- Ulocerus
- Uropteroides
- Uropterus
- Usambius
- Vianodes
- Xestocoryphus